# Kahraman Demirtaş
Kahraman Demirtaş (Mardin, 1 de mayo del 1994) es un futbolista turco. Su posición es defensa y su club es el Sakaryaspor de la TFF Primera División.

## Trayectoria

### Göztepe SK
El 17 de junio de 2021 se hace oficial su llegada al Göztepe SK firmando un contrato hasta 2023.

### Konyaspor
El 25 de junio de 2022 se hizo oficial su llegada al Konyaspor hasta 2024 con opción a un año más.

## Estadísticas

### Clubes
Actualizado al último partido jugado el 13 de abril de 2024.
| RCS Verviétois · Bélgica | 3.ª                 | 2012-13             | 1   | 0 | -  | - | - | - | 1   | 0 | 0.00 |
| RCS Verviétois · Bélgica | 3.ª                 | 2013-14             | 2   | 0 | -  | - | - | - | 2   | 0 | 0.00 |
| RCS Verviétois · Bélgica | 3.ª                 | 2014-15             | 29  | 3 | -  | - | - | - | 29  | 3 | 0.10 |
| RCS Verviétois · Bélgica | Total               | Total               | 32  | 3 | 0  | 0 | 0 | 0 | 32  | 3 | 0.09 |
| FC Den Bosch · Países Bajos | 2.ª                 | 2017-18             | 9   | 0 | -  | - | - | - | 9   | 0 | 0.00 |
| FC Den Bosch · Países Bajos | Total               | Total               | 9   | 0 | 0  | 0 | 0 | 0 | 9   | 0 | 0.00 |
| Niğde Anadolu FK Turquía | 3.ª                 | 2018-19             | 14  | 0 | -  | - | - | - | 14  | 0 | 0.00 |
| Niğde Anadolu FK Turquía | Total               | Total               | 14  | 0 | 0  | 0 | 0 | 0 | 14  | 0 | 0.00 |
| Altınordu FK Turquía | 2.ª                 | 2019-20             | 7   | 0 | 3  | 0 | - | - | 10  | 0 | 0.00 |
| Altınordu FK Turquía | 2.ª                 | 2020-21             | 29  | 1 | 1  | 0 | - | - | 30  | 1 | 0.03 |
| Altınordu FK Turquía | Total               | Total               | 36  | 1 | 4  | 0 | 0 | 0 | 40  | 1 | 0.03 |
| Göztepe SK Turquía | 1.ª                 | 2021-22             | 23  | 0 | 3  | 1 | - | - | 26  | 1 | 0.04 |
| Göztepe SK Turquía | Total               | Total               | 23  | 0 | 3  | 1 | 0 | 0 | 26  | 1 | 0.04 |
| Konyaspor Turquía | 1.ª                 | 2022-23             | 7   | 0 | -  | - | 1 | 0 | 8   | 0 | 0.00 |
| Konyaspor Turquía | 1.ª                 | 2023-24             | 8   | 0 | 4  | 0 | - | - | 12  | 0 | 0.00 |
| Konyaspor Turquía | Total               | Total               | 15  | 0 | 4  | 0 | 1 | 0 | 20  | 0 | 0.00 |
| Total en su carrera | Total en su carrera | Total en su carrera | 129 | 4 | 11 | 1 | 1 | 0 | 141 | 5 | 0.04 |
| (1) Incluye datos de Copa de Turquía. (2) Incluye datos de Liga Europa de la UEFA. (3) No incluye goles en partidos amistosos. |                     |                     |     |   |    |   |   |   |     |   |      |